# Julien Boisselier
Pour les articles homonymes, voir Boisselier.
Julien Boisselier est un acteur et metteur en scène français né le 26 mai 1970 à Nantes.

## Biographie
Julien Boisselier passe une partie de sa jeunesse à Nantes et se rend à Paris pour étudier la comédie au cours Florent et à l'ENSATT. Il commence sa carrière d'acteur en apparaissant dans diverses séries télévisées, notamment Crimes en série. En 1998, il tient un des rôles principaux, celui d'un jeune père célibataire qui résiste aux brimades d'un supérieur hiérarchique chargé de faire craquer un groupe de salariés, dans le téléfilm primé De gré ou de force de Fabrice Cazeneuve, qui marque l'histoire de la télévision française par sa représentation de la souffrance au travail et participe à l'introduction de la notion de harcèlement moral dans la loi en France. Dès 2001, les Lutins du court métrage honorent individuellement Julien Boisselier du prix du meilleur acteur dans À découvert de Camille Brottes.

Il est repéré la même année au cinéma, avec entre autres Quand on sera grand de Renaud Cohen et Les Portes de la gloire de Christian Merret-Palmair. En 2004, il tient le rôle principal de Clara et moi, secondé de Julie Gayet, et se voit décerner le prix de la révélation masculine par les Étoiles d’or du cinéma français. Au sujet de sa performance, le réalisateur Arnaud Viard qui avait songé à se réserver le rôle avant de le lui confier, s'est ainsi exprimé : 
« Je n'avais jamais vu un acteur aussi émouvant, et aussi charmant. [...] J'aime sa sensibilité, son mystère et sa façon de ne pas être totalement acteur. » 
C'est alors le succès du film Je vais bien, ne t'en fais pas de Philippe Lioret qui rend Julien Boisselier célèbre en 2006 aux côtés des jeunes comédiennes Mélanie Laurent et Aïssa Maïga,. Le film, qui fait l'objet de 12 nominations et reçoit 7 récompenses cinématographiques, lui vaut le prix de la Révélation masculine de l'année lors de la douzième édition du prix des Lumières de la presse étrangère. Puis il apparaît avec Mélanie Laurent dans le clip de la chanson « Poupée de chiffon » de Mayane Delem.
La même année, Boisselier tient à la télévision française le rôle de Charles, jeune homme retardé mental devenu supérieurement intelligent grâce à sa participation à des essais cliniques, dans l'adaptation franco-suisse de l'œuvre classique de science-fiction Des fleurs pour Algernon de Daniel Keyes. Ses apparitions télévisées se poursuivent avec l'adaptation de la nouvelle Ce cochon de Morin dans la série Chez Maupassant en 2008, le rôle-titre d'Henri de Navarre dans la version augmentée du film historique austro-allemand Henri 4 pour lequel il reçoit en 2012 le prix du Meilleur acteur du Festival de télévision de Monte-Carlo, ainsi que l'épisode de L'Affaire Prothero dans Les Petits Meurtres d'Agatha Christie en 2016.
Au cinéma, il s'illustre dans des comédies romantiques telles que On va s'aimer, Jamais le premier soir et J'me sens pas belle. Des rôles plus secondaires lui sont offerts dans le genre dramatique, tel que le frère de l'héroïne principale du film historique de 2008 Les Femmes de l'ombre de Jean-Paul Salomé, aux côtés des têtes d'affiche Sophie Marceau et Julie Depardieu. Le réalisateur Nicolas Boukhrief, qui l'a déjà dirigé dans Le Convoyeur et Cortex, insiste pour lui faire jouer un personnage mauvais et en 2010, face à Cécile de France, Julien Boisselier s'inspire de ses expériences de DJ en boîte de nuit où il a croisé quelques malfrats afin d'endosser le rôle de Marc, jeune homme de bonne famille devenu parrain de la drogue pour Gardiens de l'ordre. Puis l'acteur campe Lacombe, inspecteur de la police des polices irascible et violent, et accompagne les débuts de Lizzie Brocheré avec Tomer Sisley dans Nuit blanche en 2011.
Par ailleurs, il double le narrateur de Skhizein de Jérémy Clapin,, court-métrage d'animation qui plonge dans la psyché d'un homme atteint de schizophrénie, nommé pour le César 2009 du meilleur film d'animation et salué par de nombreuses distinctions en France et à l'international, comme le Prix du Meilleur Film d'Animation francophone SACD au cours du festival international du court-métrage de Clermont-Ferrand, la mention spéciale du jury au Off-courts de Trouville et au festival FFAT de Munich, le prix du meilleur film d'animation l'International Film Festival de Leeds, ou encore le grand prix du jury et le prix du public au festival Anima de Bruxelles.
Avec l'assistance de Fabienne Tournet, Julien Boisselier s'essaie pour la première fois à la mise en scène avec la pièce du duo Mélissa Drigeart-Vincent Juillet Même si tu m'aimes en 2011-2012 au Théâtre Michel à Paris. Sur les planches, il incarne le romancier américain Francis Scott Fitzgerald aux côtés de Sara Giraudeau en Zelda Sayre dans la pièce biographique Zelda & Scott de Renaud Meyer au Théâtre La Bruyère en 2013,. Le 6 novembre, il est invité au micro de Marie Richeux pour l'émission radiophonique littéraire Je déballe ma bibliothèque sur France Culture, où il fait une série de lectures, dont un extrait de la pièce.  En 2016, il met en scène et joue dans La Médiation de l'actrice et autrice française Chloé Lambert, qui lui donne la réplique, au Théâtre de Poche Montparnasse. Dans sa mise en scène, les comédiennes Raphaëline Goupilleau et Ophélia Kolb sont nommées respectivement pour le Molière de la Comédienne dans un second rôle et celui de la Révélation féminine. L'année suivante, Boisselier met à nouveau en scène une pièce dans laquelle il joue lui-même, mais cette fois-ci seul : le monologue théâtral 12 millimètres, deuxième pièce qu'il monte écrite par Mélissa Drigeard et Vincent Juillet, parodie les émissions culinaires au Théâtre de l'Œuvre à Paris,,.
En mai 2018, il tient le premier rôle, aux côtés de l'actrice italienne Caterina Murino, dans le thriller Et mon cœur transparent des frères David et Raphaël Vital-Durand, adaptation cinématographique du roman de Véronique Ovaldé,. Il y retrouve à l'écran, à sa propre initiative, sa partenaire de scène Sara Giraudeau. En 2022, c'est au petit écran et pour le duo qu'il forme avec Julie de Bona dans Mise à nu, dénonçant les ravages du revenge porn et du cyberharcèlement, que l'acteur obtient le prix d'interprétation du Festival TV de Luchon décerné par un jury présidé par Coline Serreau.

### Vie privée
Nantais, Julien Boisselier a pour parrain Robert Budzynski, directeur sportif du FC Nantes pendant 35 ans (de 1970 à 2005).
Son père a failli être footballeur professionnel.
Il a été en couple avec Mélanie Laurent de 2006 à janvier 2009.
Il est actuellement le compagnon de Clémence Thioly avec qui il a un fils, Louis, né en 2015.
Il a vécu à Montmartre et vit actuellement dans le Perche.

### Plaisanterie sur Wikipédia
Interviewé sur RTL le 8 janvier 2020, il indique avoir écrit de fausses informations sur la page Wikipédia de Fred Testot à la suite d'une plaisanterie entre les deux comédiens.

## Filmographie

### Cinéma
- 2000 : À découvert de Camille Brottes : Raphaël
- 2000 : Nationale 7 de Jean-Pierre Sinapi : Jacques, le psychiatre
- 2000 : Azzurro de Denis Rabaglia : Pascal Broyer
- 2001 : Les Acteurs anonymes de Benoît Cohen : Julien
- 2001 : Un jeu d'enfants de Laurent Tuel : Patrick
- 2001 : Les Portes de la gloire de Christian Merret-Palmair : Jérôme Le Tallec
- 2001 : Quand on sera grand de Renaud Cohen : Fabrice
- 2002 : Nos enfants chéris de Benoît Cohen : Simon
- 2002 : Aime ton père de Jacob Berger : Arthur
- 2002 : Bloody Mallory de Julien Magnat :  l'époux démoniaque de Mallory
- 2003 : Le Convoyeur de Nicolas Boukhrief : la Belette
- 2004 : Tout le plaisir est pour moi d’Isabelle Broué : François
- 2004 : J'me sens pas belle de Bernard Jeanjean : Paul Prozec
- 2004 : Clara et moi d’Arnaud Viard : Antoine
- 2006 : Je vais bien, ne t’en fais pas de Philippe Lioret : Thomas dit « Grenouille »
- 2006 : On va s'aimer d’Ivan Calbérac : Laurent
- 2006 : J’ai plein de projets de Karim Adda (court-métrage) : L'homme qui écoute
- 2007 : Cortex de Nicolas Boukhrief : Thomas Boyer
- 2007 : J'veux pas que tu t'en ailles de Bernard Jeanjean : Raphaël
- 2007 : La Dix-septième Marche de Karim Adda (court-métrage) : Jean-Marc
- 2008 : Les Dents de la nuit de Stephen Cafiero : Le playboy
- 2008 : De moins en moins de Mélanie Laurent (court-métrage) : Julien
- 2008 : Les Femmes de l'ombre de Jean-Paul Salomé : Pierre Desfontaines
- 2010 : Gardiens de l'ordre de Nicolas Boukhrief : Marc
- 2011 : Nuit blanche de Frédéric Jardin : Lacombe
- 2012 : Comme un chef de Daniel Cohen : Stanislas Matter
- 2014 : Jamais le premier soir de Mélissa Drigeard : Charles
- 2014 : La Liste de mes envies de Didier Le Pêcheur : Jean-Luc
- 2014 : Fast Life de Thomas N'Gijol : Lionel
- 2014 : L'Année prochaine de Vania Leturcq : Sébastien
- 2014 : SMS de Gabriel Julien-Laferrière : Simon Bartelli
- 2015 : Bis de Dominique Farrugia : le père de Patrice
- 2016 : Marseille de Kad Merad : Pierre
- 2017 : M. & Mme Adelman de Nicolas Bedos : Antoine
- 2017 : Sous le même toit de Dominique Farrugia : William
- 2018 : Et mon cœur transparent de David Vital-Durand, Raphaël Vital-Durand : Lancelot
- 2019 : Quand on crie au loup de Marilou Berry : Monsieur Martin

### Télévision
- 1996 : Dans un grand vent de fleurs de Gérard Vergez : Grégoire Garlande
- 1997 : La Belle Vie de Gérard Marx : Martens
- 1998 : Les Rives du paradis de Robin Davis : François
- 1998 : Groupe nuit, 3 épisodes : Denis Compagnon
- 1998 : Crimes en série,  épisode  Le silence du scarabée :  Bernard Figeac
- 1998 : De gré ou de force de Fabrice Cazeneuve : Vincent
- 1999 : Chère Marianne de Pierre Joassin,  épisode  La sous préfète : Romain
- 2000 : L'Été des hannetons de Philippe Venault : Sylvain
- 2001 : La Colère du diable de Chris Vander Stappen : Vincent
- 2002 : La Deuxième Vérité de Philippe Monnier  : Capitaine Paul Verrier
- 2002 : Vertiges, épisode Retour de flamme réalisé par Diane Bertrand : Paul
- 2003 : Une deuxième chance  de Frédéric Krivine  : Nicolas
- 2004 : Tout va bien, c'est Noël de Laurent Dussaux : Gauthier Bréaud
- 2004 : La Nuit du meurtre de Serge Meynard : Éric Martignac
- 2004 : Nos vies rêvées de Fabrice Cazeneuve : Cohen
- 2004 : La Peine d'une mère de Gilles Béhat : Michel
- 2005 : Celle qui reste de Virginie Sauveur  : Alain Gallard
- 2005 : La Parenthèse interdite de David Delrieux : Christian Moreau
- 2006 : Des fleurs pour Algernon de David Delrieux : Charles
- 2006 : Le Grand Charles de Bernard Stora  : Jacques Chaban-Delmas
- 2008 : Chez Maupassant, épisode Ce cochon de Morin réalisé par Laurent Heynemann : Augustin Labarbe
- 2010 : Au bonheur des hommes de Vincent Monnet : Nicolas
- 2010 : Henri 4 de Jo Baier : Henri de Navarre
- 2011 : Les Edelweiss, épisode Panique aux Edelweiss réalisé par Philippe Proteau : Antoine
- 2011 : Enquêtes réservées, 4 épisodes : Père Mathevet
- 2011 : Xanadu de Jean-Philippe Amar, 8 épisodes : Laurent Valadine
- 2012-2013 : Vive la colo ! de Didier Le Pêcheur et Dominique Ladoge : Thomas
- 2012 : Mange de Julia Ducournau et Virgile Bramly : Igor
- 2013 : Des frères et des sœurs d'Anne Giafferi : Antoine
- 2014 : Cherif, 1 épisode : Alain Debray
- 2014 : Commissaire Magellan, 1 épisode : Brice
- 2014 : Scènes de ménages, épisode L'Album de famille : Jean-Eudes
- 2014 : Mongeville, épisode Les ombres d'un doute réalisé par Bruno Garcia : Jacques Charpentier
- 2014 : La vie à l'envers d'Anne Giafferi : Vincent
- 2015 : Les Yeux ouverts de Lorraine Lévy : Paul
- 2016 : Les Petits Meurtres d'Agatha Christie, épisode L'affaire Protheroe
- 2016 : Chefs, saison 2, d'Arnaud Malherbe et Clovis Cornillac : Philippe Gauthier
- 2017 : Quadras, série créée par Mélissa Drigeard et Vincent Juillet : Gilles
- 2017 : Prêtes à tout de Thierry Petit : Arnaud Berthou
- 2018 : Qu'est-ce qu'on attend pour être heureux ?, série d'Anne Giafferi et Marie-Hélène Copti : Paul Romus
- 2018 : Mike (série OCS) : Schuller
- 2018 : Nina (saison 4 & saison 5) : Docteur Smireni
- 2018 : L'Art du crime : Jérôme Kalanski
- 2019 : Examen de conscience d'Olivier Barma : Simon
- 2020 : Les Copains d'abord de Denis Imbert : Antoine Binarelli
- 2021 : L'École de la vie de Elsa Bennett et Hippolyte Dard : Pierre Roche
- 2021 : À mon tour de Frédéric Berthe : Jean-Luc Molmant Martinez
- 2021 : Mise à nu de Didier Bivel : Vincent Marsac
- 2022 : Visions d'Akim Isker : Stéphane Morand
- 2022 : Et la montagne fleurira d'Éléonore Faucher : Hector
- 2024 : Disparition inquiétante (série, épisode 6 « Peur sur le campus ») de Sylvie Ayme : Marc de Brancy
- 2024 : Nos vies en l'air de Jonathan Cohen-Berry et Anthony Jorge : Grégoire
- 2025 : À l'instinct (épisode En eaux profondes) : Louis Rocher

### Doublage
1994 : doublage du rôle de Finch dans la série franco-canadienne de Jalna.
- 2008 : Skhizein (de) de Jérémy Clapin : voix du personnage principal de ce court-métrage d'animation[31], récompensé dans plusieurs festivals ; entre autres : Prix du Meilleur Film d'Animation francophone SACD au Festival international du court-métrage de Clermont-Ferrand en 2009 ; La Mention Spéciale, et le Prix du Public au Festival du film d'animation de Stuttgart (de) (Allemagne) en 2009[32].

## Théâtre

### En tant que comédien
- 2005 : Grand et petit de Botho Strauss, mise en scène Philippe Calvario, CDDB-Théâtre de Lorient, Théâtre des Bouffes du Nord
- 2009 : Vie privée de Philip Barry, mise en scène Pierre Laville, Théâtre Antoine
- 2013 : Zelda & Scott de et mise en scène Renaud Meyer, Théâtre La Bruyère
- 2016 : La Médiation de Chloé Lambert, mise en scène Julien Boisselier, Théâtre de poche Montparnasse
- 2017 : 12 millimètres de Vincent Juillet et Melissa Drigeard, mise en scène Julien Boisselier, du 1er juin au 29 juillet 2017, Théâtre de l'Œuvre
- 2020 : 10 ans après de David Foenkinos, mise en scène Nicolas Briançon, Théâtre de Paris

### En tant que metteur en scène
- 2011 : Même si tu m’aimes de Mélissa Drigeard et Vincent Juillet, Comédie des Champs-Élysées
- 2016 : La Médiation de Chloé Lambert, Théâtre de poche Montparnasse
- 2017 : 12 millimètres de Vincent Juillet et Mélissa Drigeard, mise en scène Julien Boisselier, du 1er juin au 29 juillet 2017, Théâtre de l'Œuvre
- 2023 : L'effet miroir de Léonore Confino, Théâtre de l'Œuvre

## Distinctions
- Nuit des Lutins 2001 : Lutin du meilleur acteur pour À découvert
- Étoiles d'or du cinéma français 2005 : Étoile d’or de la révélation masculine pour Clara et moi
- Prix Lumières 2007 : meilleur espoir masculin pour Je vais bien, ne t’en fais pas
- Festival de télévision de Monte-Carlo 2012 à la télévision : meilleur acteur pour Henri 4
- Festival TV de Luchon 2022 : Prix d'interprétation pour son duo avec Julie de Bona pour Mise à nu[33]